# Педагогіка у Швеції
Педагогіка у Швеції — першим представником шведської педагогіки став єпископ Лаурентіус Паулінус Готус (1565–1646 рр.), прихильник раціонального виховання молоді. Іншим видатним педагогом XVI століття був І. Рубеккіус.

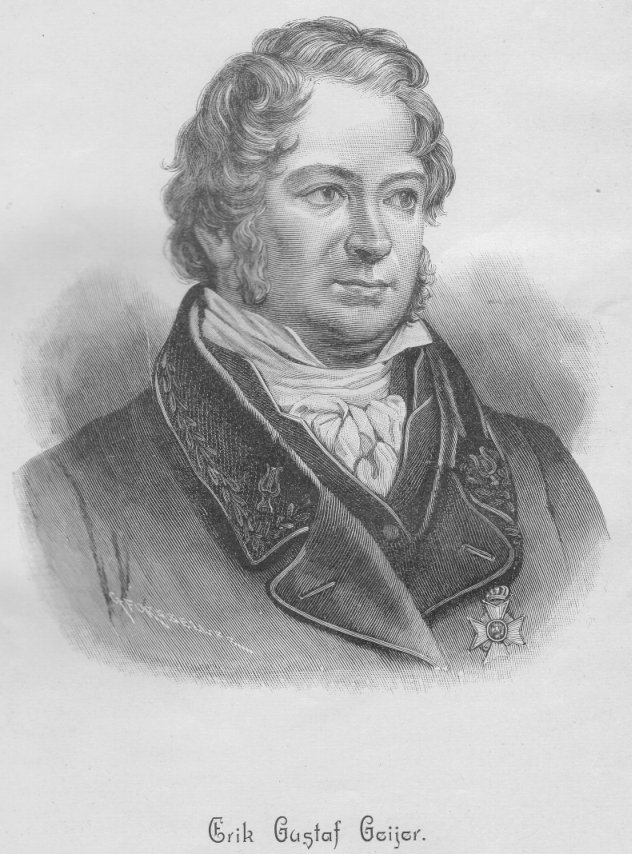
Видатний шведський педагог Ерік Густав Гейєр (1783–1847 рр.)

- Вже в 1649 році був виданий закон, що зобов'язував учителів пройти повний курс з педагогіки.
- У XVIII столітті стали відомі працями з педагогіки Е. Еклунд, І. Бровалліус і К. Броокман (1783–1812 рр.); останній видавав перший у Швеції педагогічний журнал за назвою «Журнал для батьків і вчителів» (швед. «Magazin för foräldrar och lärare»).
- У XIX столітті видатними педагогами-письменниками були Карл Адольф Агард, Ерік Густав Гейєр, А. Фрюксель і Пер Генрік Лінґ, засновник школи педагогічної гімнастики. У галузі народної освіти були популярними праці Т. Руденшельда, П. Сільстрема і Ф. Карлсона. Серед прихильниць жіночої освіти стала відомою Ганна Сандстрем (1854 -?), захисниця наочного методу, що відводила головне місце в навчальній програмі природничим наукам та географії. Засновником шведського педагогічного ручної праці (слойду) — був О. Саломон[1].

| Прапор Швеції | Це незавершена стаття про Швецію. Ви можете допомогти проєкту, виправивши або дописавши її. |